# مار شعيا (المتن)
مار شعيا هي إحدى القرى اللبنانية من قرى قضاء المتن في محافظة جبل لبنان.